# کارپانتزانو
کارپانتزانو (به ایتالیایی: Carpanzano) یک کومونه در ایتالیا است که در استان کزنتزا واقع شده‌است.

## خصوصیات
کارپانتزانو ۱۴ کیلومترمربع مساحت و ۳۷۳ نفر جمعیت دارد و ۶۰۰ متر بالاتر از سطح دریا واقع شده‌است.